# Alma Har'el
Alma Har'el (hebreiska עלמה הראל), född 1976 i  Tel Aviv, Israel, är en israelisk-amerikansk musikvideo- och filmregissör. Hon är mest känd för Bombay Beach som vann första pris som bästa dokumentärfilm vid Tribeca Film Festival 2011.